# Lester Conner
Lester Allen Conner (Memphis, 17 settembre 1959) è un ex cestista e allenatore di pallacanestro statunitense, professionista nella NBA.

## Carriera
È stato selezionato dai Golden State Warriors al primo giro del Draft NBA 1982 (14ª scelta assoluta).

## Palmarès
- NCAA AP All-America Second Team (1982)